# حامد ملک‌خانبانان
حامد ملک‌خانبانان  (زاده ‎۲۹ خرداد ۱۳۷۳) بازیکن واترپلو اهل ایران است. از افتخارات وی میتوان به کسب مدال برنز در بازی‌های آسیایی ۲۰۱۸ اشاره کرد.